# Bernard Esterhuizen
Bernard Esterhuizen (né le 4 octobre 1992 à Durban) est un coureur cycliste sud-africain, spécialiste des épreuves sur piste.

## Palmarès sur piste

### Jeux olympiques
- Pékin 2012
  - 11e de la vitesse

### Championnats du monde
- Apeldoorn 2011
  - 22e de la vitesse
- Melbourne 2012
  - 14e du kilomètre
  - 32e de la vitesse
- Minsk 2013
  - 11e de la vitesse
- Cali 2014
  - 13e du kilomètre
  - 20e de la vitesse

### Championnats du monde juniors
- Montichiari 2010
  -  Champion du monde du kilomètre juniors

### Championnats d'Afrique
- Durban 2017
  -  Champion d'Afrique de vitesse par équipes (avec Evan Carstens et Clint Hendricks)
  -  Médaillé d'argent de l'américaine

### Championnats d'Afrique du Sud
- 2011
  -  Champion d'Afrique du Sud du kilomètre
  -  Champion d'Afrique du Sud du keirin
  -  Champion d'Afrique du Sud du vitesse
- 2013
  -  Champion d'Afrique du Sud du kilomètre
  -  Champion d'Afrique du Sud de vitesse
  - 2e du keirin

### Autres épreuves
- 2011
  - 2e de l'Omnium au Trophée Fenioux, Lyon
- 2013
  - Vainqueur du Sprint à l'US Grand Prix of Sprinting, Colorado Springs
  - Vainqueur du Kilomètre à l'US Grand Prix of Sprinting, Colorado Springs
  - Vainqueur du Keirin au Fastest man on wheels, Breinigsville
  - 2e du Keirin à la Madison Cup
  - 2e du Sprint à Los Angeles
  - 3e du Sprint au Fastest man on wheels, Breinigsville
  - 3e du Sprint au Challenge International sur piste